# Горгова
Горгова (рум. Gorgova) — село у повіті Тулча в Румунії. Входить до складу комуни Маліук.
Село розташоване на відстані 255 км на схід від Бухареста, 28 км на схід від Тулчі, 119 км на північ від Констанци, 93 км на схід від Галаца.

## Населення
За даними перепису населення 2002 року у селі проживали 147 осіб.
Національний склад населення села:
| Національність   | Кількість осіб | Відсоток |
| ---------------- | -------------- | -------- |
| румуни           | 116            | 78,9%    |
| росіяни-липовани | 28             | 19,0%    |

Рідною мовою назвали:
| Мова      | Кількість осіб | Відсоток |
| --------- | -------------- | -------- |
| румунська | 137            | 93,2%    |
| російська | 10             | 6,8%     |